# 垂帶似天竺魚
垂帶似天竺魚，又稱擬雙斑天竺鯛、垂帶天竺鯛、垂帶似天竺鯛，為輻鰭魚綱鈎頭魚目天竺鯛科的一個種。

## 分布
本魚分布於西太平洋區，包括日本、台灣、菲律賓等海域。

## 特徵
本魚體延長而側扁，眼大，口大略下位。魚體呈茶色，具大櫛鱗，體側具2條深色橫紋，分別從2個背鰭基底延伸至腹部，尾柄具一深色小圓點，背鰭硬棘8枚;背鰭軟條9枚;臀鰭硬棘2枚;臀鰭軟條9枚，體長可達12公分。

## 生態
本魚棲息岩礁附近沙質的海域。

## 經濟利用
不具任何經濟價值。